# Алея вікових лип (Вінниця)
Але́я вікови́х лип — ботанічна пам'ятка природи місцевого значення в Україні. Об'єкт природно-заповідного фонду Вінницької області. 
Розташована в межах Вінницького, Літинського, Немирівського і Тульчинського районів Вінницької області та міста Вінниця. 
Набула статусу пам'ятки природи у 1984 році. Алея тягнеться від с. Дяківці Літинського району через села Громадське, Літинські Хутори, смт Літин, села Садове, Петрик, Лукашівка Літинського району, села Ксаверівка, Лисогора, Якушинці, Зарванці Вінницького району, м. Вінниця, села Щітки, Писарівка, Комарів, смт Вороновиця Вінницького району, села Чаульське, Кудлаї, Супрунівка, Гунька Немирівського району на м. Немирів і далі через села Велика Бушинка, Вовчок (Зарудинецька сільська рада), Чуків, Вовчок (Вовчоцька сільська рада), смт Брацлав, села Гриненки Немирівського району Нестерварка Тульчинського району до Тульчина. 
Її загальна протяжність становить 140 км, площа - 140 га, в тому числі у Вінницькому — 27 га, Літинському — 29,8 га, Немирівському — 57,6 га, Тульчинському — 21,8 га, м. Вінниці — 3,8 га. Вік дерев становить від 250 до 300 років, проте, вік окремих дерев може сягати понад 300—400 років.
Охороняється дворядна алея лип, висаджена протягом XVIII-XX ст. Основу насаджень складає липа широколиста, рідше трапляється липа серцелиста. Насадження мають вітро-, сонце-, пило-, газо-, ґрунтозахисне, історико-культурне та декоративне значення. Алея є середовищем існування для багатьох видів птахів та комах. Вік дерев сильно коливається на окремих відрізках алеї. Найбільше вікових дерев зростає на ділянках Щітки-Писарівка, Комарів-Чавульське. Середня висота дерев - 15-25 метрів, діаметр стовбура - 130-150 см у вікових дерев та 5-60 см в інших.
Пам'ятка зазнає значного негативного впливу від транспортних викидів та ортутохімікатів сільськогосподарських подів. Із зростанням транспортного потоку стан алеї значно погіршився, що призвело до необхідності проведення суттєвої санітарної обрізки. Через антропогенні фактори тривалість життя дерев знижується з можливих 400-600 років до 50-80 років. Негативно впливає на стан пам'ятки також будівництво доріг, автозаправок, закладів харчування вздовж дороги. В багатьох випадках дані споруди зведені несанкціоновано. 

## Історія
Існує декілька версій створення алеї. За однією з версій дерева були висаджені солдатами за наказом князя Григорія Потьомкіна, щоб Катерини II, подорожуючи до Криму з прусськими, французькими та іншими послами, могла побачити, що він перетворює цей край у цивілізований куточок. Проте документального підтвердження ця версія немає, а навпаки є джерела, за якими в час, коли вона подорожувала до Криму, ці землі належали Польщі, а її шлях до Криму проходив по Дніпру. 
За іншою версією липи були засаджені солдатами Суворова після італійського походу в 1899 році, створюючи Дорогу перемоги, адже ширина дороги відповідає ширині розгорнутого строю, а дорога закінчувалась у Тульчині, де проживав Суворов. Проте ця версія є малоймовірною, оскільки Суворов мешкав тут лише один рік, а для засадження алеї потрібна була не одна тисяча лип-однорічок, яких у навколишніх лісах було небагато. 
За ще однієї версії, автором якої є краєзнавець Тульчина Віктор Святелик, липи були висаджені солдатами 2-ї армії, яка розквартирувала свої підрозділи на Поділлі й перебувала тут протягом 1816—1827 pp., готуючись до приїзду царя Олександра II на маневри 1823 року. Тому дорога, якою мав їхати імператор, була обсаджена липами. Війська 2-ї армії були розташовані саме у тих поселеннях, через які проходить алея лип: Вінниці, Немирові, Тульчині та Кирнасівці. 
Проте найімовірнішою видається версія по те, що липи були засаджені в кінці XVI — першій половині XVIII ст. Після 1667 року Брацлавщина (історична область, що займала територію теперішньої Вінницької та частину Хмельницької областей) за Андрусівським перемир'ям 1667 року знову відійшла до Польщі, і коли Польські магнати повернулися до своїх маєтків, то вирішили твердо закріпитися на цій землі. Вони швидко розбудовували міста Брацлавщини, створювали парки у маєтках (особливо починаючи з кінця XVIII ст.). Вони запросили із Західної Європи вчених-садівників, які і могли створити розсадники, виростити ту кількість лип, яка була потрібна, щоб обсадити дороги. Вчені-садівники знали, що липа своїм довголіттям сягає тисячі років, має гарну крону і є чудовим медоносом. Основна частина алеї була висаджена у XVIII столітті. У восьмій грамоті великих князів литовських за 1430 рік згадується, як князь Свидригайло розпорядився, щоб для позначення кордонів землеволодінь «грані на липах були витесані». Вік окремих дерев сягає 500—600 років. Це дає можливість припустити, що перші посадки лип були зроблені ще на початку XV ст., а потім протягом віків, і особливо у XVIII ст., була створена основна частина алеї.